# Crkva sv. Tome u Tomašu
Crkva sv. Tome u Tomašu rimokatolička je crkva u Tomašu kraj Bjelovara, u Bjelovarsko-bilogorskoj županiji.
Crkva je jedan od najstarijih gotičkih objekata na bjelovarskom području i unatoč baroknim intervencijama i pregradnjama početkom 20. stoljeća, u velikoj je mjeri očuvala izvorne srednjovjekovne arhitektonske elemente. Jednobrodna je građevina pravokutna tlocrta, užeg, mnogokutno zaključena svetišta uz koje je sa sjeverne strane pregrađena sakristija, a nad zapadnim pročeljem smješten je zvonik.
Zidana je opekama te su svi dijelovi njezine arhitektonske plastike izrađeni od pečene gline, po čemu predstavlja najzapadniji primjer opečene gotike u kontinentskoj Hrvatskoj i u toj kategoriji najbolje očuvani spomenik kulture.

## Zaštita
Pod oznakom Z-2113 vodi se kao nepokretno kulturno dobro - pojedinačno, pravnog statusa zaštićena kulturnog dobra, klasificirano kao "sakralna graditeljska baština".

## Galerija
- Crkva sv. Tome straga.
- Pogled na crkvu sa strane.